# Ebrahima Kebba Jobarteh
Ebrahima Kebba Jobarteh (* 27. April 1940 in Bathurst) ist gambischer Verwaltungsbeamter bei den Vereinten Nationen (VN, UN).
Jobarteh besuchte von 1965 bis 1969 das Trinity College in den Vereinigten Staaten und erwarb einen Bachelor. Im UN-Institut für Ausbildung und Forschung (UNITAR) in New York nahm er eine Tätigkeit als Assistent des Leiters des Ausbildungsprogramms auf. Anschließend war im Office of the Controller der UN von 1971 bis 1973 als Haushaltsbeauftragter tätig. Als Haushaltsbeauftragter und Assistent des Leiters der Verwaltungsabteilung bei dem Büro des Umweltprogramms der Vereinten Nationen (UNEP) in Kenia war er von 1973 bis 1977. Von 1977 bis 1978 war er in Togo Direktor Forschung und Projektanalyse, Fonds für Entschädigung, Zusammenarbeit und Entwicklung der Wirtschaftsgemeinschaft westafrikanischer Staaten. Anschließend von 1978 war er bis 1979 Leiter der Programmbudgeteinheit der UNEP in Kenia. In New York war er von 1979 bis 1983 stellvertretender leitender Beamter der Abteilung Konferenzdienste bei der UN. In der Wirtschafts- und Sozialkommission für Westasien bei der UN, mit Sitz in Irak, war er von 1988 bis 1989 als Leiter der Verwaltungsabteilung tätig. Anschließend war er von 1989 bis 1990 Regionaldirektor der UN-Übergangshilfegruppe in Namibia. In der Abteilung für internationale wirtschaftliche und soziale Angelegenheiten bei der UN in New York war er ab 1991 als ernannter leitender Beamter tätig.